# 连界镇
连界镇，是中华人民共和国四川省内江市威远县下辖的一个乡镇级行政单位。2019年12月，撤销两河镇，将其所属行政区域划归连界镇管辖。

## 行政区划
连界镇下辖以下地区：
建设街社区、劳动街社区、胜利街社区、狮子街社区、解放街社区、连界村、建强村、新农村、中峰村、盘古村、庙山村、高屋村、先锋村、反帝村、杉树村、四新村、荣胜村、中岭村、五堡墩村、民新村、土河沟村、李子坝村、国防村、船石村和双桥村。